# Constantin Comnène Ange
Κωνσταντῖνος Κομνηνός Ἄγγελος
Constantin Comnène Ange (en grec : Κωνσταντῖνος Κομνηνός Ἄγγελος; né vers 1151 - décédé après 1199) est un membre de la famille impériale byzantine, frère ainé des empereurs Isaac II Ange et Alexis III Ange. Militaire, il prend part aux campagnes contre les Turcs, et soupçonné de conspiration par l’usurpateur Andronic Ier Comnène, il est aveuglé. Après la déposition d’Andronic Ier, il est fait sébaste par son frère Isaac lorsque celui-ci monte sur le trône en 1185.

## Premières années

Arbre généalogique simplifié de la maison Comnène.

Constantin Comnène Ange naquit vers 1151; il était le fils ainé d’Andronic Doukas Ange et d’Euphrosyne Kastamonitissa. Il était apparenté à la famille impériale régnante par ses grands-parents paternels, Constantin Ange et son épouse, Théodora Comnène, fille de l’empereur Alexis Ier Comnène (r. 1081 - 1118) ,. Il se maria en 1169 ou 1170, mais on ignore le nom de son épouse. Il dut avoir un fils dont on sait seulement qu’il fut l’un des candidats au trône en 1199.
Selon Grégoire Antiochos qui fut dignitaire de la cour et écrivit plusieurs oraisons funèbres et discours, Constantin prit part aux guerres contre les Turcs seldjoukides du sultanat d’Iconium, ce qui aurait eu lieu dans les dernières années du règne de Manuel Ier Comnène (r. 1143 - 1180) ou durant celui d’Alexis II Comnène (r. 1180 - 1183).

## Appui et opposition à AndronicIerComnène
Au printemps 1182, l’impératrice régente Marie d’Antioche et son premier ministre Alexis Comnène chargèrent le père de Constantin d’aller au-devant d’un autre membre de la famille impériale, Andronic Comnène qui s’était rebellé et marchait sur Constantinople. Andronic Doukas Ange s’était avancé jusqu’aux environs de Nicomédie dont une bonne partie de la population se joignit à lui . Mais dans une bataille près de Charax, les troupes d’Andronic Doukas Ange furent mises en pièces par l’armée d’Andronic Comnène, laquelle pourtant avait été assemblée à la hâte et n’était composée, selon Choniatès, que « d’agriculteurs impropres au métier des armes et à un contingent de soldats paphlagoniens », sans autre chef qu’un « quelconque eunuque »,.
Andronic Doukas dut retourner, défait, à Constantinople où il fit face à des accusations de détournement de fonds destinés à l’armée. Craignant d’être accusé de collusion avec l’ennemi, sur les conseils de ses fils, il se barricada pendant un certain temps dans sa propriété fortifiée à Exokonion. Il dut cependant réaliser qu’il n’était pas de taille à résister à des forces supérieures en nombre et, en dépit du fait qu’une partie de la population s’était rangée derrière lui, il rejoignit avec toute sa famille Andronic Comnène qui était en Bithynie,. Andronic progressait ainsi lentement vers Constantinople voulant donner l'impression qu'il était à la tête d'une imposante armée. Mais fort de l’addition de troupes que lui procurait cette défection, il arriva au début du printemps 1182  au bord du Bosphore barré par la flotte loyaliste l'empêchant de débarquer en Europe et de s'en prendre à Constantinople. Toutefois, la flotte byzantine, commandée par le mega dux (amiral) Andronic Kontostéphanos fit à son tour défection, rejoignit les rangs des rebelles. À Constantinople, le parti de la régence s’effondra : Marie d’Antioche fut reléguée dans un couvent et le protosébaste  Alexis Comnène fut capturé puis aveuglé. Les portes de la Ville furent ouvertes et Andronic Comnène devint le régent du jeune Alexis II,.

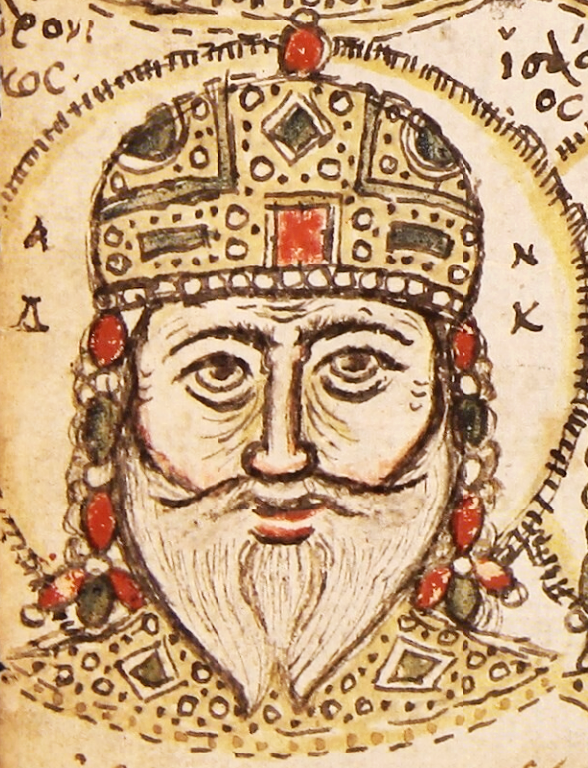
Andronic Ier Comnène (Manuscrit, Zonaras [gr. 122, fol. 293r] de la Bibliothèque Estense, Modène, seconde moitié du XVe siècle).

Rapidement cependant, ces mêmes membres de l’aristocratie constantinopolitaine qui avaient permis à Andronic de prendre le pouvoir se tournèrent contre lui lorsqu’il devint évident d’une part qu’il n’entendait pas leur rendre la place privilégiée qu’ils occupaient du temps de l’empereur Manuel Ier et que d’autre part il entendait s’approprier le trône du jeune Alexis II. Avec leur père, Constantin Comnène Doukas et ses frères  se joignirent à une conspiration ourdie par Andronic Konstostephanos et le logothes tou dromou (premier ministre) Basile Doukas Kamateros. Le complot fut découvert et Andronic Kontostéphanos ainsi que ses fils furent capturés puis aveuglés alors qu'Andronic Ange réussissait à s'enfuir. Selon Choniatès, alors qu’ils tentaient d’échapper à la garde impériale qui les poursuivait, Andronic Ange et ses fils trouva une barque chargée d’amphores vides. Jetant la cargaison par-dessus bord ils s’éloignèrent de la rive pour rejoindre Acre en toute sureté . Toutefois, Constantin ne put supporter longtemps cet exil et, bientôt, revint à Constantinople, se réconciliant avec Andronic Comnène. 
Si le nouvel empereur n’avait pas remis dans un premier temps en cause la légitimité d'Alexis II, le faisant couronner à nouveau, il fit assassiner Marie d’Antioche en aout 1183 puis força le jeune empereur à le déclarer coempereur en septembre 1183. Enfin, il fit assassiner Alexis II en octobre de la même année, demeurant ainsi seul empereur. Devant la terreur qui s’instalait, Théodore, le frère de Constantin, se révolta à Nicée mais échoua et la ville fut reprise par les forces impériales. Ainsi mis en cause par ses liens de famille, Constantin fut aveuglé par des agents de l’empereur. 
Son autre frère, Isaac, ne semble pas s’être joint à la révolte, car il continua à résider à Constantinople. Néanmoins, l’empereur, croyant ou feignant de croire une prophétie selon laquelle il serait renversé par un homme dont le nom commence par « IS » décida d’éliminer Isaac. Celui-ci se réfugia à Sainte-Sophie où il fut rejoint par plusieurs membres de sa famille. Bientôt, la ville entière se souleva et Isaac Ange fut couronné par le patriarche Basile II Kamatéros.

## Dernières années
Une fois Isaac II (r. 1185-1195, 1203 - 1204) sur le trône, Constantin reçut la prestigieuse dignité de sebastokrator. Il dut jouer un certain rôle à la cour, mais si l’on en croit un poème à sa louange d’un courtisan, Antiochos, il consacra la majeure partie de son temps à des œuvres de charité.
Le régime d’Isaac II devait s'avérer fragile, surtout en raison de nombreuses défaites contre les Bulgares. La noblesse pour sa part commença à s’agiter estimant être mise de côté par l’empereur. Dans ce contexte, le frère d’Isaac, Alexis, prit la tête d'un complot et renversa l’empereur qu’il fit enfermer en 1195. On ignore quelle fut la réaction de Constantin. Chose certaine toutefois, lorsque Alexis III (r. 1195-1203) tombera malade, atteint de la goute, et que se posera la question de la succession, Constantin fera partie des membres de sa famille qui intrigueront pour eux-mêmes, ou dans le cas de Constantin, pour leurs enfants puisque, aveuglé, il ne pouvait être candidat au trône.
On ne sait rien du reste de sa vie sauf peut-être qu’à un moment il fera don d’une riche parure d’autel représentant des archanges à une église, parure qui sera emportée à Saint-Marc de Venise lors de la Quatrième Croisade. La date de sa mort est également inconnue. 
Un de ses seaux portant la mention de sa dignité de sébastocrate a survécu et se trouve maintenant au Fogg Art Museum de l’université Harvard.

### Sources primaires
- (en) Nicétas Choniatès (trad. Harry J. Magoulias), O City of Byzantium, Annals of Niketas Choniatēs, Détroit, Wayne State University Press, 1984 (ISBN 0-8143-1764-2, lire en ligne)

### Sources secondaires
- (en) Michael Angold, The Byzantine Empire, 1025-1204 : A Political History, Londres, Longman, 1984, 374 p. (ISBN 978-0582294684).
- (en) Charles Brand, Byzantium Confronts the West, 1180–1204, Cambridge (Massachusetts), Harvard University Press, 1968, 416 p. (ISBN 9780751200539, lire en ligne).
- Louis Bréhier, Vie et mort de Byzance, Paris, Albin Michel, coll. « L'évolution de l'humanité », 2006, 632 p. (ISBN 2-226-17102-9).
- Jean-Claude Cheynet, Le Monde byzantin II : l'Empire byzantin (641-1204), PUF, coll. « Nouvelle Clio », 2007.
- (en) Jonathan Harris, Byzantium and the Crusades, Bloomsbury Publishing, 2014 (ISBN 9781780937366).
- Michel Kaplan, Pourquoi Byzance ? Un empire de onze siècles, Paris, Éditions Gallimard, coll. « Folio Histoire », 2016, 490 p. (ISBN 978-2-07-034100-9).
- (en) Alexander Kazhdan (dir.), Oxford Dictionary of Byzantium, New York et Oxford, Oxford University Press, 1991, 1re éd., 3 tom. (ISBN 978-0-19-504652-6 et 0-19-504652-8, LCCN 90023208)
- (en) Demetrios Polemis, The Doukai: A Contribution to Byzantine Prosopography, London, The Athlone Press, 1968, 228 p. (ISBN 978-0485131222).
- (en) Warren Treadgold, A History of the Byzantine State and Society, Stanford, Californie, Stanford University Press, 1997 (ISBN 0-8047-2630-2, lire en ligne).
- (el) Konstantinos Varzos, Η Γενεαλογία των Κομνηνών [The Genealogy of the Komnenoi] (PDF), vol. B, Thessalonique, Center for Byzantine Studies, University of Thessaloniki,‎ 1984.